# Минас Тирит
Минас Тирит (синд. Minas Tirith, «крепость стражи») — в легендариуме Дж. Р. Р. Толкина крепость и столица Гондора во второй половине Третьей эпохи.

## История

Минас Тирит в фильме «Властелин Колец: Возвращение Короля».

Изначально называлась Минас Анор (синд. Minas Anor — «Крепость Солнца») и вместе с Минас Итилем являлась одной из двух крепостей, прикрывавших Осгилиат с Востока и Запада.
Дата начала строительства неизвестна.
Во 2 году Третьей Эпохи Исилдур перенёс в город росток Белого Древа в память о погибшем во время войны Последнего Союза брате.
В 1640 году Т. Э. после эпидемии чумы в Осгилиате и гибели всех его жителей (включая короля) крепость становится столицей Гондора.
С 2002 года Т. Э. Минас Анор стал называться Минас Тиритом (синд. — «Крепость стражи») в знак противостояния Мордору и захваченной в том же году врагом крепости Минас Моргул.
В 3019 году Т. Э. Минас Тирит был осажден силами Мордора и его союзников: Харада, Кханда и прочих. Осада завершилась кровопролитной битвой на Пеленнорских полях, в которой победу одержали армии Гондора и Рохана.
После коронации короля Элессара городу было возвращено прежнее название — Минас Анор.

## Описание

План города Минас Тирит.

Минас Тирит выстроен на скале, являющейся отрогом горы Миндоллуин. Крепость располагалась на семи террасах, каждая из которых примыкала к склону горы, и у каждой была своя стена с воротами. Главные ворота, выкованные из стали (после штурма Минас Тирита в ходе Войны Кольца они были уничтожены Королём-чародеем и впоследствии заменены мифриловыми), защищённые бастионами и барбаканом из нуменорского камня в нижнем кольце открывались точно на восток. Ворота второго кольца стен были сдвинуты к югу, третьего — к северу, и так до самого верха; поэтому мощёная дорога шла зигзагами. Наверху скалу окружала висячая галерея: из этого гнезда защитники крепости могли следить за воротами, лежащими на 700 футов ниже.
Из галереи прямой, освещённый светильниками ход вёл к седьмым воротам. За ними располагался Верхний двор, знаменитый водоём с фонтаном и Белая башня, построенная в 1900 году Т.Э. (перестроена в 2698 году Т.Э.), в которой хранился палантир. От стяга Наместников на её шпиле до уровня равнины Пеленнора была полная тысяча футов.
Имея защитников, способных носить оружие, Минас Тирит был неприступен для любой армии. Минас Тирит был настолько хорошо укреплён, что лишь вмешательство Предводителя назгулов позволило врагам разрушить ворота. Но Король-Чародей не успел прорваться дальше Великих врат, вынужденный отступить в связи с началом атаки рохиррим в решающий момент битвы на Пеленнорских Полях.

## Интересные факты
- В Первую Эпоху на острове Тол Сирион существовала эльфийская крепость с таким же названием, защищающая Белерианд от войск Моргота. Согласно «Сильмариллиону», эту крепость основал король нолдор Фи́нрод, известный также как основатель и первый король Нарготронда. Крепость на Тол Сирион  была взята Сауроном с помощью «чёрной тучи страха» и впоследствии отбита у него Лютиэн как выкуп за жизнь и свободу Саурона; когда последний покинул её, стены Минас Тирита разрушились и более никогда не были восстановлены.
- Гондорцы называли город в женском роде (Фарамир сравнивает Минас Тирит с Королевой (англ. Queen)). По всей видимости, это связано со средиземской легендой о Солнце (Ариэн, на синдарине название Солнца — Анор), в честь которого Минас Тирит получил своё первоначальное имя Минас Анор («крепость солнца»).
- Вплоть до Войны за Кольцо на территорию Минас Тирита никогда не ступал враг.
- Внешние оборонительные укрепления города были выстроены из камня того же рода и оттенка, что и Ортханк в Изенгарде.
- Заметки, оставленные Толкином на одной из карт, указывают на то, что образ города был вдохновлён итальянским городом Равенна[2].
- Американский кинокритик и телеведущий Роджер Эберт в своём обзоре фильма «Властелин колец: Возвращение короля» назвал Минас Тирит «впечатляющим достижением» создателей фильма, которые сумели объединить естественные и компьютерные декорации[3].